# Trouillas
Trouillas [tʁujas] (katalanisch Trullars) ist eine französische Gemeinde im Département Pyrénées-Orientales in der Region Okzitanien. Administrativ ist sie dem Kanton Les Aspres (bis 2015: Kanton Thuir) und dem Arrondissement Céret zugeteilt. Die 2.291 Einwohner (Stand: 1. Januar 2022) werden Trouillasencs genannt.

## Geographie
Trouillas liegt etwa 12 Kilometer südsüdwestlich von Perpignan am Canterrane. Umgeben wird Trouillas von den Nachbargemeinden Ponteilla im Norden, Villemolaque im Süden und Osten, Passa im Süden, Fourques im Südwesten, Terrats im Westen sowie Llupia im Nordwesten. In die Gemeinde reichen die Weinbaugebiete Rivesaltes und Côtes du Roussillon hinein.
Am Ostrand der Gemeinde führt die Autoroute A9 entlang.

## Bevölkerungsentwicklung
| Jahr                      | 1962 | 1968 | 1975 | 1982 | 1990 | 1999 | 2006 | 2012 |
| ------------------------- | ---- | ---- | ---- | ---- | ---- | ---- | ---- | ---- |
| Einwohner                 | 1088 | 1070 | 1075 | 1144 | 1272 | 1424 | 1538 | 1875 |
| Quelle: Cassini und INSEE |      |      |      |      |      |      |      |      |

## Sehenswürdigkeiten
- Romanische Kirche Saint-Assiscle
- Kommandantur Le Mas Deu der Tempelritter, 1138 gegründet, 1312 aufgegeben mit dem Erlöschen des Ordens

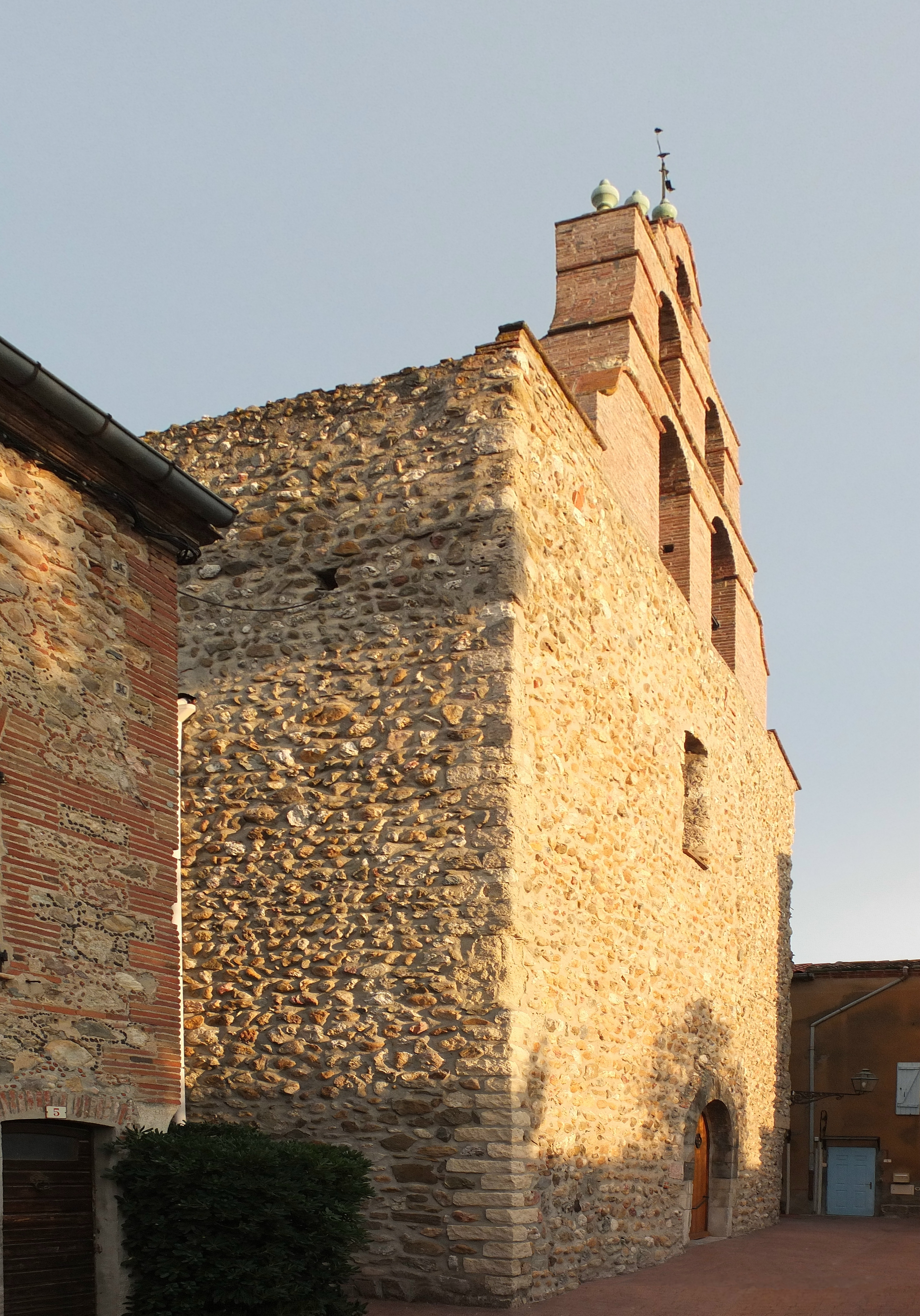
Kirche Saint-Assiscle
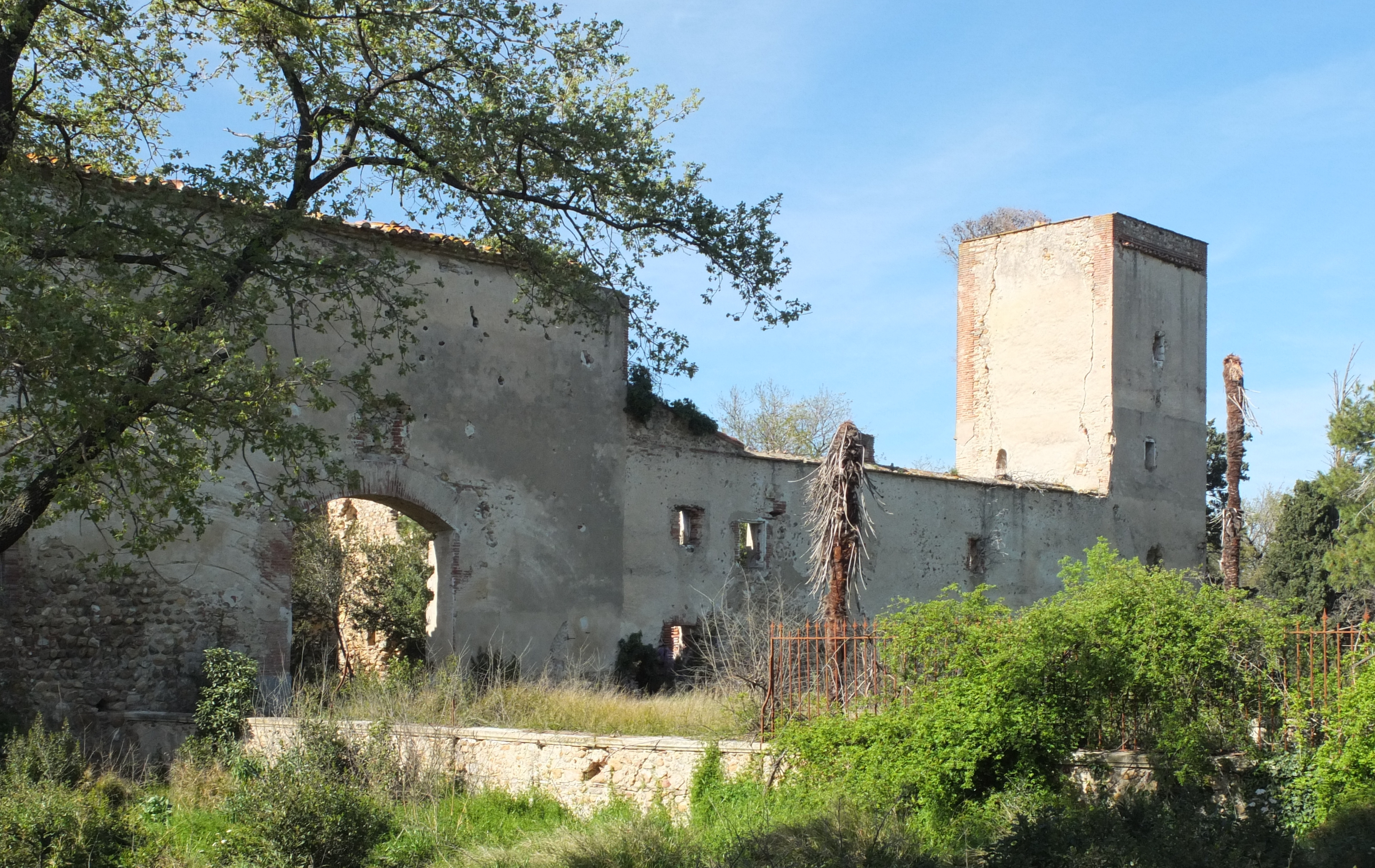
Kommandantur der Templer